# Eleições gerais nos Países Baixos em 2012
Uma eleição geral antecipada foi realizada nos Países Baixos a 12 de Setembro de 2012, na sequência da demissão do governo do primeiro-ministro Mark Rutte a 23 de Abril. Os 150 lugares da Câmara dos Representantes serão distribuídos pelo sistema de representação proporcional. Foi a quinta vez em dez anos que os holandeses participam das eleições legislativas.
O governo de Mark Rutte caiu após o Partido para a Liberdade (PVV), que o apoiava no parlamento, ter recusado apoiar as medidas de austeridade que o gabinete pretendia implementar.
O Partido Popular para a Liberdade e Democracia (VVD) venceu as eleições, conquistando duas cadeiras a mais que o segundo colocado, o Partido do Trabalho. O Partido para a Liberdade, do populista de direita Geert Wilders, foi o maior derrotado nestas eleições, perdendo 9 das 24 cadeiras que possuía no Parlamento. Este partido configura-se como sendo euroceticista, e o resultado demonstra que os holandeses confiam na zona do euro. A eleição também mostrou uma diferença em relação com a maioria das eleições de outros países europeus, onde, independentemente da ideologia que estava no poder, todos os partidos políticos estavam sendo substituídos pela oposição.
Mark Rutte, tem o desafio de formar uma coalizão com o Partido do Trabalho, que apesar de ser favorável à União Europeia tem grnades divergências políticas social e fiscal. A união deles torna-se incomum; as coalizões costumam englobar três ou quatro partidos, o que pode demorar meses. Os liberais (como, por exemplo, Mark) possuem tendência de maior aliança com as ideias alemãs de um plano de austeridade, e os trabalhistas tendem a aproximação com o presidente francês François Hollande para relançar a economia europeia, sem, no entanto, renunciar à disciplina orçamentária.

## Processo eleitoral
Nos Países Baixos, os eleitores possuem o costume de fazer teste eleitorais online. Vários sites como o Stemwijzer (Indicador de Voto) e o Kieskompas (Bússola Eleitoral) elaboram teses nos principais temas mais relevantes de 20 partidos. Nessas pesquisas virtuais, o internauta escolhe uma opção (concorda, não concorda, nenhum dos dois) com relação a uma ideia partidária; e por fim apresenta-se o partido que tem mais afinidade com o internauta.

## Partidos concorrentes
| Lista | Partido                                                                                 | Sigla  | Líder                            | Eleições de 2010     | Detalhes                                   |
| ----- | --------------------------------------------------------------------------------------- | ------ | -------------------------------- | -------------------- | ------------------------------------------ |
| 1.    | Partido Popular para a Liberdade e Democracia (Volkspartij voor Vrijheid en Democratie) | VVD    | Mark Rutte                       | 20,5% (31 deputados) |                                            |
| 2.    | Partido do Trabalho (Partij van de Arbeid)                                              | PvdA   | Diederik Samsom                  | 19,6% (30 deputados) | em aliança eleitoral com o SP e a GL       |
| 3.    | Partido para a Liberdade (Partij voor de Vrijheid)                                      | PVV    | Geert Wilders                    | 15,4% (24 deputados) |                                            |
| 4.    | Apelo Cristão-Democrático (Christen-Democratisch Appèl)                                 | CDA    | Sybrand van Haersma Buma         | 13,6% (21 deputados) |                                            |
| 5.    | Partido Socialista (Socialistische Partij)                                              | SP     | Emile Roemer                     | 9,8% (15 deputados)  | em aliança eleitoral com o PvdA e a GL     |
| 6.    | Democratas 66 (Democraten 66)                                                           | D66    | Alexander Pechtold               | 6,9% (10 deputados)  |                                            |
| 7.    | EsquerdaVerde (GroenLinks)                                                              | GL     | Jolande Sap                      | 6,7% (10 deputados)  | em aliança eleitoral com o PvdA e a SP     |
| 8.    | União Cristã (ChristenUnie)                                                             | CU     | Arie Slob                        | 3,2% (5 deputados)   | em aliança eleitoral com o SGP             |
| 9.    | Staatkundig Gereformeerde Partij                                                        | SGP    | Kees van der Staaij              | 1,7% (2 deputados)   | em aliança eleitoral com a CU              |
| 10.   | Partido pelos Animais (Partij voor de Dieren)                                           | PvdD   | Marianne Thieme                  | 1,3% (2 deputados)   |                                            |
| 11.   | Partido Pirata (Piratenpartij)                                                          | PP     | Dirk Poot                        | 0,1% (0 deputados)   |                                            |
| 12.   | Partij voor Mens en Spirit                                                              | MenS   | Lea Manders                      | 0,3% (0 deputados)   | não concorre nos Países Baixos Caribenhos  |
| 13.   | Nederland Lokaal                                                                        | NL     | Ton Schijvenaars                 | não participou       |                                            |
| 14.   | Libertarische Partij                                                                    | LP     | Toine Manders                    | não participou       |                                            |
| 15.   | Democratisch Politiek Keerpunt                                                          | DPK    | Hero Brinkman                    | não participou       | fusão do TON com OBP (dissidentes do PVV). |
| 16.   | 50Plus                                                                                  | 50+    | Henk Krol                        | não participou       |                                            |
| 17.   | Liberaal Democratische Partij                                                           | LibDem | Sammy van Tuyll van Serooskerken | não participou       | não concorre nos Países Baixos Caribenhos  |
| 18.   | Anti Europa Partij                                                                      |        | Arnold Reinten                   | não participou       |                                            |
| 19.   | Soeverein Onafhankelijke Pioniers Nederland                                             | SOPN   | Johan Oldenkamp                  | não participou       | não concorre nos Países Baixos Caribenhos  |
| 20.   | Partij van de Toekomst                                                                  | PvdT   | Johan Vlemmix                    | não participou       | não concorre nos Países Baixos Caribenhos  |
| 21.   | Politieke Partij NXD                                                                    |        | Anil Samlal                      | não participou       | concorre apenas no círculo 9               |

## Sondagens
| Data                   | Empresa     | VVD        | PvdA       | PVV        | CDA        | SP         | D66        | GL       | CU       | SGP      | PvdD     | 50 Plus  |
| ---------------------- | ----------- | ---------- | ---------- | ---------- | ---------- | ---------- | ---------- | -------- | -------- | -------- | -------- | -------- |
| 11 de Setembro de 2012 | Ipsos Neth. | 24.3% (37) | 23.4% (36) | 11.4% (17) | 8.8% (13)  | 13.4% (21) | 6.7% (10)  | 2.3% (4) | 3.7% (5) | 1.2% (2) | 2.1% (3) | 1.5% (2) |
| 8 de Setembro de 2012  | Ipsos Neth. | 22.5% (35) | 22.7% (35) | 12.3% (19) | 8.4% (13)  | 13.4% (21) | 7.7% (11)  | 2.9% (4) | 4.2% (6) | 1.5% (2) | 2.2% (3) | 0.7% (1) |
| 5 de Setembro de 2012  | Ipsos Neth. | 21.6% (34) | 20.5% (32) | 13.3% (20) | 8.0% (12)  | 14.2% (22) | 8.3% (13)  | 2.7% (4) | 4.1% (6) | 1.6% (2) | 2.2% (3) | 1.8% (2) |
| 3 de Setembro de 2012  | Ipsos Neth. | 22.7% (35) | 19.3% (30) | 11.7% (18) | 9.0% (14)  | 15.4% (24) | 9.5% (14)  | 1.7 (3)  | 3.1% (4) | 1.3% (2) | 3.0% (4) | 1.8% (2) |
| 31 de Agosto de 2012   | Ipsos Neth. | 22.1% (34) | 16.6% (26) | 13.2% (20) | 8.9% (13)  | 17.1% (27) | 9.2% (14)  | 2.9% (4) | 3.5% (5) | 1.5% (2) | 2.6% (4) | 1.0% (1) |
| 24 de Agosto de 2012   | Ipsos Neth. | 22.1% (34) | 14.0% (22) | 12.4% (19) | 9.3% (14)  | 19.8% (30) | 9.5% (14)  | 3.4% (5) | 3.9% (6) | 1.6% (2) | 2.0% (3) | 1.1% (1) |
| 17 de Agosto de 2012   | Ipsos Neth. | 22.7% (35) | 14.9% (23) | 11.9% (18) | 9.0% (14)  | 18.4% (29) | 9.5% (14)  | 2.7% (4) | 3.4% (5) | 2.0% (3) | 2.5% (3) | 1.4% (2) |
| 10 de Agosto de 2012   | Ipsos Neth. | 21.0% (32) | 14.3% (22) | 12.6% (19) | 9.6% (15)  | 19.8% (31) | 10.2% (15) | 2.6% (4) | 4.2% (6) | 1.4% (2) | 2.5% (3) | 1.2% (1) |
| 27 de Julho de 2012    | Ipsos Neth. | 22.2% (35) | 14.9% (23) | 11.9% (18) | 9.5% (15)  | 18.8% (29) | 9.4% (14)  | 3.1% (4) | 4.5% (6) | 1.5% (2) | 1.9% (3) | 1.2% (1) |
| 13 de Julho de 2012    | Ipsos Neth. | 23.3% (36) | 14.7% (23) | 12.4% (19) | 10.5% (16) | 17.8% (27) | 8.3% (13)  | 3.6% (5) | 3.6% (5) | 1.6% (2) | 2.3% (3) | 0.8% (1) |
| 6 de Julho de 2012     | Ipsos Neth. | 23.0% (35) | 16.0% (25) | 11.9% (18) | 9.4% (14)  | 18.8% (29) | 8.7% (13)  | 2.7% (4) | 3.9% (6) | 1.6% (2) | 2.4% (3) | 0.8% (1) |
| 29 de Junho de 2012    | Ipsos Neth. | 20.8% (32) | 15.1% (23) | 13.1% (20) | 9.4% (14)  | 18.3% (28) | 9.3% (14)  | 3.2% (5) | 4.5% (7) | 2.1% (3) | 2.3% (3) | 0.9% (1) |
| 15 de Junho de 2012    | Ipsos Neth. | 22.3% (34) | 15.5% (24) | 15.3% (23) | 8.0% (12)  | 16.6% (25) | 9.6% (15)  | 3.3% (5) | 4.0% (6) | 1.4% (2) | 2.1% (3) | 0.7% (1) |
| 2 de Junho de 2012     | Ipsos Neth. | 21.0% (32) | 15.3% (24) | 14.1% (22) | 9.4% (14)  | 17.6% (27) | 9.7% (15)  | 3.7% (5) | 3.4% (5) | 1.6% (2) | 2.3% (3) | 0.8% (1) |
| 25 de Maio de 2012     | Ipsos Neth. | 19.8% (30) | 16.2% (25) | 13.4% (20) | 10.3% (16) | 17.5% (27) | 10.3% (16) | 3.8% (5) | 3.7% (5) | 1.4% (2) | 2.3% (3) | 0.8% (1) |
| 18 de Maio de 2012     | Ipsos Neth. | 20.1% (31) | 16.0% (24) | 13.8% (21) | 10.7% (16) | 17.3% (27) | 9.8% (15)  | 3.8% (5) | 3.4% (5) | 1.4% (2) | 2.5% (3) | 0.7% (0) |
| 12 de Maio de 2012     | Ipsos Neth. | 21.4% (33) | 14.5% (22) | 12.7% (19) | 10.3% (16) | 18.5% (28) | 9.9% (15)  | 3.8% (5) | 3.9% (6) | 1.3% (2) | 2.5% (3) | 0.8% (0) |
| 5 de Maio de 2012      | Ipsos Neth. | 22.9% (35) | 14.7% (23) | 11.4% (17) | 9.0% (14)  | 18.5% (28) | 10.1% (15) | 4.1% (6) | 3.6% (5) | 1.4% (2) | 2.9% (4) | 0.8% (1) |
| 27 de Abril de 2012    | Ipsos Neth. | 22.4% (34) | 16.5% (25) | 12.1% (18) | 8.4% (13)  | 17.2% (26) | 10.6% (16) | 3.3% (5) | 4.0% (6) | 1.7% (2) | 2.2% (3) | 0.8% (1) |
| 19 de Abril de 2012    | Ipsos Neth. | 24.0% (37) | 17.3% (27) | 12.0% (18) | 8.2% (12)  | 17.0% (26) | 8.8% (13)  | 3.5% (5) | 3.3% (5) | 1.6% (2) | 3.1% (4) | 0.8% (1) |
| 5 de Abril de 2012     | Ipsos Neth. | 23.6% (36) | 17.1% (26) | 13.3% (20) | 8.8% (13)  | 16.3% (25) | 8.7% (13)  | 4.1% (6) | 3.2% (5) | 1.4% (2) | 2.0% (3) | 0.8% (1) |
| 22 de Março de 2012    | Ipsos Neth. | 22.1% (34) | 16.8% (26) | 13.9% (21) | 9.4% (14)  | 16.8% (26) | 7.7% (11)  | 4.5% (7) | 3.3% (5) | 1.5% (2) | 2.4% (4) | 1.1% (1) |
| Data                   | Empresa     | VVD        | PvdA       | PVV        | CDA        | SP         | D66        | GL       | CU       | SGP      | PvdD     | 50 Plus  |

## Resultados Oficiais
| Partido                 | Partido                                       | Votos      | %               | +/-    | Deputados | +/-     |
| ----------------------- | --------------------------------------------- | ---------- | --------------- | ------ | --------- | ------- |
|                         | Partido Popular para a Liberdade e Democracia | 2 504 948  | 26,58 / 100,00  | 6,09   | 41 / 150  | 10      |
|                         | Partido do Trabalho                           | 2 340 750  | 24,84 / 100,00  | 5,21   | 38 / 150  | 8       |
|                         | Partido para a Liberdade                      | 950 263    | 10,08 / 100,00  | 5,37   | 15 / 150  | 9       |
|                         | Partido Socialista                            | 909 853    | 9,65 / 100,00   | 0,17   | 15 / 150  | Estável |
|                         | Apelo Democrata-Cristão                       | 801 620    | 8,51 / 100,00   | 5,10   | 13 / 150  | 8       |
|                         | Democratas 66                                 | 757 091    | 8,03 / 100,00   | 1,08   | 12 / 150  | 2       |
|                         | União Cristã                                  | 294 586    | 3,13 / 100,00   | 0,11   | 5 / 150   | Estável |
|                         | Esquerda Verde                                | 219 896    | 2,33 / 100,00   | 4,34   | 4 / 150   | 6       |
|                         | Partido Político Reformado                    | 196 780    | 2,09 / 100,00   | 0,35   | 3 / 150   | 1       |
|                         | Partido pelos Animais                         | 182 162    | 1,93 / 100,00   | 0,63   | 2 / 150   | Estável |
|                         | 50PLUS                                        | 177 631    | 1,88 / 100,00   | Novo   | 2 / 150   | Novo    |
|                         | Outros partidos                               | 88 655     | 0,93 / 100,00   |        | 0 / 150   |         |
| Votos inválidos         | Votos inválidos                               | 37 988     | 0,40 / 100,00   | 0,11   |           |         |
| Total                   | Total                                         | 9 462 223  | 100,00 / 100,00 |        | 150 / 150 |         |
| Eleitorado/Participação | Eleitorado/Participação                       | 12 689 810 | 74,57 / 100,00  | 0,83   |           |         |
| Fonte                   | Fonte                                         | [ 18 ]     | [ 18 ]          | [ 18 ] | [ 18 ]    | [ 18 ]  |